# Pola Roy
Pola Roy, nascido Sebastian Roy (Karlsruhe, 18 de outubro de 1975) é um músico alemão, integrante da banda Wir Sind Helden.
Roy cresceu no bairro de Rupürr, em Karlsruhe, mas foi estudar Música em Ettlingen. Em principio, ele queria estudar gaita de foles, porém mudou de ideia quando ganhou de presente de seu pai uma bateria. Entre 1991 e 1994 ele tocou junto com seus colegas de escola em uma banda chamada “Lunatics”. 
Atualmente Roy é baterista do Wir Sind Helden e está casado desde 17 de julho de 2006 com a vocalista Judith Holofernes, com a qual teve um filho chamado Friedrich em dezembro do mesmo ano.